# تسلاکریپت
تسلاکریپت (به انگلیسی TeslaCrypt) یک تروجان باج‌افزار بود که اکنون از بین رفته است و کلید اصلی آن توسط توسعه دهندگان منتشر شده است.
تسلا کریپت در اشکال اولیه خود، داده های بازی را برای بازی های رایانه ای خاص هدف قرار می داد.     انواع جدیدتر بدافزار بر انواع فایل های دیگر نیز تأثیر می گذارد.
بدافزار در کمپین اصلی خود، بازی‌باز، پس از آلوده شدن، 185 پسوند فایل مربوط به 40 بازی مختلف را جست‌وجو کرد که شامل سری‌های ندای وظیفه ( به انگلیسی Call of Duty) ، دنیای وارکرفت (World of Warcraft) ، ماینکرفت (Minecraft) و دنیای تانک‌ها (World of Tanks) می‌شود و چنین فایل‌هایی را رمزگذاری کرد. فایل های مورد هدف این بدافزار شامل ذخیره داده ها، نمایه های بازیکن، نقشه های سفارشی و مدهای بازی ذخیره شده در هارد دیسک قربانی بودند. انواع جدیدتر تسلاکریپت تنها بر روی بازی‌های رایانه‌ای متمرکز نبودند، بلکه فایل‌های ورد (به انگلیسی Word)، پی‌دی‌اف (به انگلیسی PDF)، جی‌پگ (به انگلیسی JPEG، پسوند همسان JPG) و سایر فایل‌ها را نیز رمزگذاری می‌کردند. در تمام موارد، از قربانی خواسته می شود یک باج به مبلغ 500 دلار به صورت بیت‌کوین را بپردازد تا کلید رمزگشایی فایل ها را به دست آورد.  
اگرچه از نظر شکل و عملکرد شبیه کریپتولاکر (به انگلیسی CryptoLocker) است، اما تسلاکریپت هیچ کد مشابهی با کریپتولاکر ندارد و به طور مستقل توسعه یافته است. این بدافزار رایانه ها را از طریق حفره امنیتی ادوبی فلش (موسوم به Angler Adobe Flash) آلوده می کند.  
با وجود اینکه باج‌افزار ادعا می‌کرد که تسلاکریپت از رمزگذاری نامتقارن استفاده می‌کند، محققان گروه تالوس (به انگلیسی Talos) سیسکو دریافتند که از رمزگذاری متقارن استفاده شده و یک ابزار رمزگشایی برای آن توسعه داده‌اند.  این "نقص" در نسخه 2.0 تغییر کرد و رمزگشایی فایل های تحت تاثیر تسلاکریپت نسخه ۲.۰ را غیرممکن کرد. 
تا نوامبر ۲۰۱۵، محققان امنیتی کسپرسکی بی سر و صدا اعلام کردند که یک ضعف جدید در نسخه ۲.۰ وجود دارد، اما با دقت این دانش را از توسعه دهنده بدافزار دور نگه داشتند تا توسعه‌دهندگان نتوانند نقص را برطرف کنند.  اما علیرغم تلاش‌های این محققان، از ژانویه ۲۰۱۶، نسخه ۳.۰ این باج‌افزار کشف شد که این نقص را برطرف کرده بود. 
یک گزارش کامل رفتار این باج‌افزار، که شامل گراف رفتار (به انگلیسی BehaviorGraphs) و گراف اجرایی (به انگلیسی ExecutionGraphs) است توسط جوئی سکوریتی (به انگلیسی JoeSecurity) منتشر شده است. 

## پایانِ کار
در می ۲۰۱۶، توسعه دهندگان تسلاکریپت باج افزار را خاموش کردند و کلید اصلی رمزگشایی را منتشر کردند و به این طریق به کار باج افزار پایان دادند.  پس از چند روز، شرکت ایست (به انگلیسی ESET) یک ابزار عمومی و رایگان برای رمزگشایی رایانه‌های آسیب‌دیده منتشر کرد. 